# Otto von Wernherr
Otto Von Wernherr é um cantor alemão. Ele, hoje, é mais conhecido por ter trabalhado, em algumas de suas músicas, com a cantora e compositora pop Madonna, antes de sua carreira solo. Em 1981, devido a dificuldades financeiras, Madonna fez backing vocals em três músicas do cantor: "Cosmic Climb", "We Are the Gods" e "Wild Dancing". Depois que Madonna ficou conhecida, Otto retrabalhou as três canções, deixando mais evidentes os backing vocals e relançou-as com a foto da cantora na capa do disco.